# Blufunk Is a Fact !
 (mai 2017).
Si vous disposez d'ouvrages ou d'articles de référence ou si vous connaissez des sites web de qualité traitant du thème abordé ici, merci de compléter l'article en donnant les références utiles à sa vérifiabilité et en les liant à la section « Notes et références ».
Albums de Keziah Jones
African Space Craft
(1995)
Singles
1. Rhythm is Love
Sortie : 1991
2. Where's Life?
Sortie : 1992

Blufunk Is a Fact ! est le premier album du bluesman d'origine nigériane Keziah Jones, sorti en 1992.

## Liste des titres
Toutes les chansons sont écrites et composées par Keziah Jones.
| 1.    | The Wisdom Behind the Smile (Cash)   | 4:06 |
| 2.    | Walkin' Naked Thru' a Bluebell Field | 3:31 |
| 3.    | Rhythm is Love                       | 4:18 |
| 4.    | Runaway (Slavery Days Are Over)      | 3:02 |
| 5.    | Where's Life?                        | 4:49 |
| 6.    | The Funderlying Undermentals         | 4:07 |
| 7.    | Frinigro Interstellar                | 3:11 |
| 8.    | Free Your Soul                       | 4:05 |
| 9.    | A Curious Kinda Subconscious         | 4:08 |
| 10.   | The Waxing + The Waning              | 2:47 |
| 11.   | The Invisible Ladder                 | 2:53 |
| 12.   | Pleasure Is Kisses Within            | 3:00 |
| 43:58 |                                      |      |

Note
La chanson Pleasure Is Kisses Within est samplée par Mike Posner sur son titre Who Knows? (Feat Big Sean).[réf. nécessaire]
| Titre bonus - Éditions japonaise (Virgin Japan, Delabel, 21 mars 1992) et américaine (1er octobre 1993) | Titre bonus - Éditions japonaise (Virgin Japan, Delabel, 21 mars 1992) et américaine (1er octobre 1993) | Titre bonus - Éditions japonaise (Virgin Japan, Delabel, 21 mars 1992) et américaine (1er octobre 1993) | Titre bonus - Éditions japonaise (Virgin Japan, Delabel, 21 mars 1992) et américaine (1er octobre 1993) | Titre bonus - Éditions japonaise (Virgin Japan, Delabel, 21 mars 1992) et américaine (1er octobre 1993) | Titre bonus - Éditions japonaise (Virgin Japan, Delabel, 21 mars 1992) et américaine (1er octobre 1993) | Titre bonus - Éditions japonaise (Virgin Japan, Delabel, 21 mars 1992) et américaine (1er octobre 1993) | Titre bonus - Éditions japonaise (Virgin Japan, Delabel, 21 mars 1992) et américaine (1er octobre 1993) | Titre bonus - Éditions japonaise (Virgin Japan, Delabel, 21 mars 1992) et américaine (1er octobre 1993) | Titre bonus - Éditions japonaise (Virgin Japan, Delabel, 21 mars 1992) et américaine (1er octobre 1993) |
| No | Titre                                                                                                   | Durée                                                                                                   | | | | | | | |
| --- | --- | --- | --- | --- | --- | --- | --- | --- | --- |
| 13. | Sophie's Breasts                                                                                        | 3:05 | | | | | | | |
| 47:04                                                                                                   | | | | | | | | | |

## Crédits
| - Keziah Jones : chant (principal), guitare - Phil "Soul" Sewell : basse, vocal harmony - Richie Stevens : batterie - Kevin Armstrong : guitare (titre 3), claviers (titres 5, 6), piano Fender Rhodes (titre 1) - Tony (Bony) Maronie : percussions (titres 1, 3), congas (titre 10) - Phil Sawyer : piano (titre 12), piano électrique (titre 3) - Pete Thomas : saxophone (titre 2) - David Defries : trompette (titres 1, 2, 9) - Fayyaz Virji : trombone (titres 1, 9) - Julia Palmer : violoncelle (titre 10) - Eddie Parker : flûtes (titres 1, 9) - Sarah Anne Webb : chœurs (titres 3, 6) | - Production : Kevin Armstrong - Producteur délégué : Phil Pickett - Artwork, composition : Mr Jones - Ingénierie : Rod Beale - Arrangements (claviers) : Henry Priestman (titre 5) - Photographie : Jean-Baptiste Mondino |